# Natriumcocosulfat
Natriumcocosulfat oder Natriumcocoylsulfat, auch SCS (von englisch sodium coco sulfate), ist ein Stoffgemisch, das als anionisches Tensid, also als waschaktive Substanz wirkt. Es wird als Detergens und Emulgator z. B. in Reinigungsmitteln verwendet.

## Gewinnung und Darstellung
Natriumcocosulfat ist das Natriumsalz von Sulfatestern von Kokosnussöl oder Palmöl. Es kann durch Reaktion von Kokosöl oder Palmöl mit Schwefelsäure und anschließende Reaktion mit einem Natriumsalz gewonnen werden. Aufgrund der Zusammensetzung von Kokosöl besteht das Stoffgemisch hauptsächlich aus Natriumlaurylsulfat und einer komplexen Mischung weiterer ähnlicher chemischer Verbindungen, wie zum Beispiel Natriummyristylsulfat und Natriumpalmitylsulfat.

## Eigenschaften
Natriumcocosulfat ist ein weißer Feststoff, der löslich in Wasser ist.

## Sicherheitshinweise
Es gibt Untersuchungen, die darauf hinweisen, dass Natriumcocosulfat etwas weniger hautreizend ist als Natriumlaurylsulfat.